# Spumante Cricova
El Spumante Cricova fue un equipo de fútbol de Moldavia que jugó en la División Nacional de Moldavia, la primera categoría de fútbol en el país.

## Historia
Fue fundado en el año 1994 en la ciudad de Cricova como equipo e la Divizia A, logrando el ascenso a la División Nacional de Moldavia en su primer año al terminar en tercer lugar de la segunda división.
En su primera temporada en primera división terminó en un séptimo lugar aunque lejos de los puestos europeos, y el club es expulsado de la liga en la siguiente temporada luego de no presentarse a dos partidos, desapareciendo al finalizar la temporada.
El club disputó dos temporadas en la primera división donde ganó 16 de los 60 partidos que jugó.

## Jugadores

### Jugadores destacados
- Adrian Bogdan
- Emil Karas
- Oleg Siskin
- Yuri Gavrílov

## Entrenadores
- Serghei Dubrovin